# Capilla de Nuestra Señora de la Fuente
La Capilla de Nuestra Señora de la Fuente es una capilla situada en la plaza de la Fuente, en el municipio de Villalonga. Es un Bien de Relevancia Local con identificador número 46.25.255-003.

En ella se celebra culto semanalmente.

## Historia
La tradición del municipio cuenta que el 17 de agosto de 1708, un leñador llamado Senén Pla, que se encontraba cortando madera a la orilla del río Serpis, encontró una cajita navegando a contracorriente, al acercarse y abrirla encontró una escultura de una virgen tallada de madera policromada. 
Esta Virgen era utilizada para llevarla a las casas de los enfermos para así curarlos, en un principio fue bautizada con el nombre "Nuestra Señora de la Salud" a raíz de algunas curaciones durante una epidemia de peste. Su título cambio en 1712, en esta fecha data que una fuerte sequía, que hacía peligrar los cultivos del pueblo y su ganado, el cura del pueblo decidió poner la virgen sobre la fuente y con los rezos del pueblo tratando de que la virgen les salvara de esa sequía, el agua empezó a brotar. Lo consideraron tal milagro que decidieron renombrar a la virgen como "Virgen de la Fuente". A raíz de este hecho, la pequeña imagen de sólo 13 centímetros fue nombrada patrona de la población.

## Primera Capilla
En 1719 se inició la construcción de una capilla en su honor para evitar que la figura se volviese a perder, fue terminada se construir en 1744, permitió tener un lugar de culto para rezarle a la virgen, en 1748 a las 7am ocurrió un terremoto en el municipio. El cual los habitantes le atribuyen a la virgen que no hubiese heridos.
De esta capilla original solo se conoce que era una nave con altar donde se precedía la talla de la Virgen, que en la parte inferior había un relieve de bronce apoyado sobre un panel de madera de pino donde estaba tallado la leyenda y el milagro de haber sido encontrada. Aquí ya contaba con una torre de campanario, este dato se conoce porque la fundición de la campana San José data del año 1726.

## Segunda Capilla
La segunda capilla que actualmente se mantiene. Fue empezada a construir en el año 1880, después de 161 años desde la primera. El que era el cura de aquel entonces llamado Joan Nogueroles debido a la devoción del pueblo por la Virgen, y con las escasas dimensiones que tenía la primera decidió por la necesidad la construcción de la actual capilla. 
Fue construida donde se ocurrió el milagro. En el mes de junio empezaron a excavar la montaña de la ermita a fin de tener espacio suficiente para la nueva construcción. Duró unos tres meses de trabajo. El 16 de septiembre se colocó la primera piedra. En el año 1884 finalizaron las obras de la nueva y actual capilla de la Madre de Dèu de la Font y fue bendecida en octubre, durante las fiestas patronales.
Pero este esfuerzo inicial, no se acabó aquí, sino que ha continuado a lo largo de los años engalanando con ornados, manisetes, cuadros y otras mejoras, la capilla es un símbolo del pueblo y como agradecimiento a la Virgen, proporcionándole el lugar que se merece.

## Descripción
La capilla de la Virgen de la Fuente de Villalonga es un edificio de estilo neoclásico y barroco con una fachada de reminiscencias barrocas, de tres naves y con capillas laterales intercomunicadas por arcos de medio punto con pilastras de orden compuesto. Consta de coro alto sobre la entrada y una torre-campanario a los pies. La parte superior de la fachada se distingue por la forma ondulada de su tapa, coronada a su vez con cinco macetas con forma de loro, cuatro de las cuales están adornadas con piñas y la central con un latín. La altura de este remate impide la vista exterior de la media cúpula naranja que cubre el crucero. Tiene una planta longitudinal con tres naves, una cabecera recta, y una cúpula sobre conchas en el transepto, cubierta exteriormente con tejas azules siguiendo la tendencia barroca. En cuanto a la fachada, destaca el cornisamento ondeando, rematado por una serie de macetas con acroterios. En el centro de la fachada, encontramos un óvalo rodeado por un tipo de safena que sigue la forma ondeando del cornisamento y una maceta con acroterio a la parte de arriba. Dentro del óvalo, encontramos el anagrama de la Virgen María (Mater Amatíssima). A la parte inferior de la fachada. La puerta superior de la puerta, ocupa un frontón circular que contiene unas manisetes alusivas al hallazgo y al milagro de la fuente. Al nicho central hay una representación de la Virgen María de la Font. El campanario se encuentra adosado al ángulo derecho de la fachada siguiendo un estilo parecido a las iglesias valencianas del siglo XVIII.
En el exterior, la decoración de la fachada se centra en la puerta y en la parte superior. La puerta de acceso queda enmarcada por dos pares de pilastras dóricas, sobre las que hay una decoración de jarrones. La puerta se abre en arco escarzano. Sobre la puerta hay un retablo cerámico en el que se explican el hallazgo y los milagros atribuidos a la titular.
La imagen de la Virgen titular tiene sólo 13 centímetros de altura, incluida la corona. Es una talla renacentista policromada de finales del siglo XV o principios del XVI, que representa a María de pie y coronada, con el Niño en su brazo izquierdo y un ramo de azucenas en su mano derecha.
Detrás del altar podemos encontrar un retablo esculpido en madera, donde está situada la venerada imagen de la Virgen María de la Font.
Finalmente a la izquierda del altar está situada la sacristía, que conserva un cuadro de Padre Joan Nogueroles Esquerdo, principal promotor de esta capilla. Los restos de este inolvidable religioso fueron enterrados en la misma capilla.